# Тимосси Андерссон, Алекс
Алекс Эмилио Тимосси Андерссон (швед. Alex Emilio Timossi Andersson; род. 19 января 2001, Хельсингборг, Сконе) — шведский футболист, вингер клуба «Броммапойкарна».

## Клубная карьера
Андерссон — воспитанник клубов «Статтена» и «Хельсингборг». 17 апреля 2017 года в матче против «Ефле» он дебютировал в Суперэттан в составе последних. 13 мая в поединке против «Фрея» Алекс забил свой первый гол за «Хельсингборг». В том же году Андерссон подписал контракт с мюнхенской «Баварии», где для получения игровой практики выступал за молодёжный состав. Летом 2020 года Алекс на правах аренды вернулся в «Хельсингборг». 15 июня в матче против «Варберга» он дебютировал в Аллсвенскан лиге. 
В 2021 году Андерссон был арендован клагенфуртской «Аустрией». 21 февраля в матче против дублёров венского «Рапида» он дебютировал во Второй Бундеслиге Австрии. 20 марта в поединке против «Форвертс» Алекс забил свой первый гол за «Аустрию». По итогам сезона Андрессон помог клубу выйти в элиту. 25 июля в матче против «Вольфсберга» он дебютировал в австрийской Бундеслиге.
Летом 2022 года Андрессон перешёл в нидерландский «Херенвен», подписав контракт на четыре года. 13 августа в матче против «Фейеноорда» он дебютировал в Эредивизи.  

## Международная карьера
В 2018 году в составе юношеской сборной Швеции Андерссон принял участие в юношеском чемпионате Европы в Англии. На турнире он сыграл в матчах против команд Словении, Норвегии, Португалии и Италии.